# جيك هال
جيك هال (بالإنجليزية: Jake Hull)‏ هو لاعب كرة قدم بريطاني، ولد في 20 أكتوبر 2001.